# Punto y raya
Punto y raya  es una película de 2004 dirigida por Elia Schneider y protagonizada por Roque Valero, Edgar Ramírez, Daniela Alvarado y Pedro Lander.

## Sinopsis
Pedro y Cheíto, un colombiano y un venezolano, se encuentran en la frontera que separa a los dos países. Uno quiere defender su patria, el otro intenta desertar. Tras un inicial enfrentamiento entre ambos, Pedro y Cheíto acaban uniéndose para poder sobrevivir en complicados encuentros con miembros de la guerrilla, narcotraficantes e indígenas. Nace así una fuerte amistad que será puesta a prueba cuando cada uno vuelva a su lado de la frontera y de nuevo se encuentren en bandos enfrentados.

## Elenco
- Roque Valero (Cheíto)
- Edgar Ramírez (Pedro)
- Ramiro Meneses (guerrillero)
- Daniela Alvarado (Yosmar)
- Daniela Bascopé (Lutecia)
- Dora Mazzone (Ana María)
- Pedro Lander (capitán venezolano)
- Rafael Uribe (capitán colombiano)
- Laureano Olivares (Carrasco)
- Wendy Bermejo
- Juan David Restrepo
- Yugui López
- Carolina Guerra

## Premios
- 2004:
  - premio de Radio Exterior de Radio Nacional de España y premio Manolo Barba de la Asociación de la Prensa en el Festival de Cine Iberoamericano de Huelva;
  - premio al mejor guion en el Festival de Cine Iberoamericano de Santa Cruz, Bolivia;
  - premio especial del jurado y premio a la mejor actuación masculina en el Festival Internacional del Nuevo Cine Latinoamericano de La Habana;
  - premio a la mejor película en el Festival Internacional de Cine Latino de Los Ángeles;
  - premio a la mejor dirección en el Festival de Cine de Bogotá.
- 2005:
  - premio de la crítica y premio a la mejor actuación masculina en el Festival de Cine de Gramado;
  - premio especial del jurado en el Festival Internacional de cine de Santa Bárbara, California;
  - premio a la mejor actuación masculina en el Festival de Cinémas et Cultures de L’ Amérique Latine, Biarritz.